# .club
.club, deseori stilizat ca si .CLUB și uneori dot-club, este un domeniu de nivel superior (TLD). A fost propus în ICANN in programul [[Domeniul generic de nivel superior # Domenii noi de nivel superior | Programul de domeniu generic de nivel superior (gTLD)] și a devenit disponibil publicului larg pe 7 mai 2014 . .Club Domains, LLC este un registru de nume domenii pentru un șir de identificare.

## Achiziție și promovare

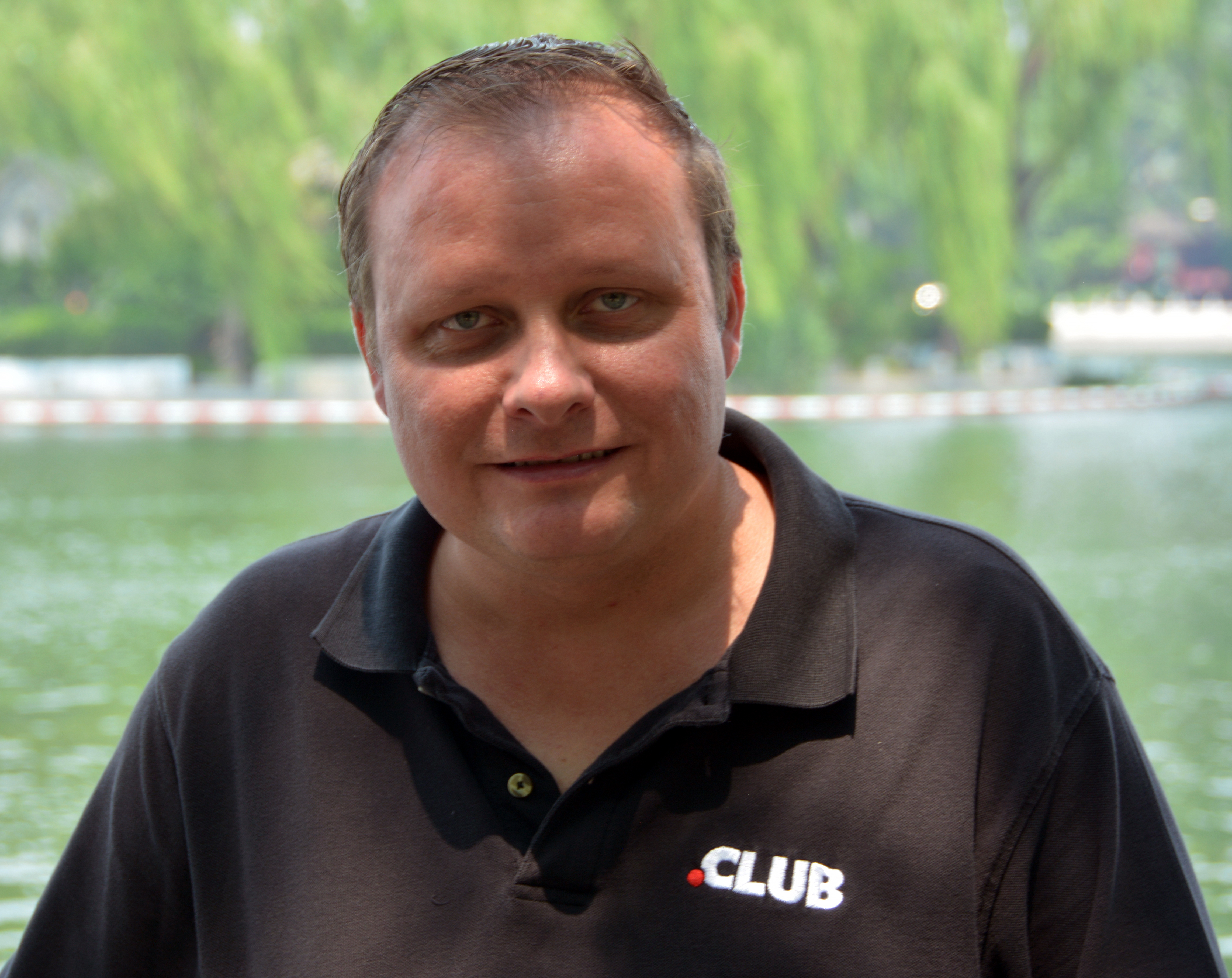
Colin Campbell, CEO of .Club Domains, LLC

În iunie 2013, .Club Domains, LLC a achiziționat .club gTLD printr-o licitație privată după ce a strâns 7 milioane de dolari de la 27 de investitori individuali. Colin Campbell (antreprenor)|Colin Campbell, [[directorul executiv] al companiei, a refuzat să dezvăluie prețul final de licitație, invocând acorduri de confidențialitate. club a fost primul nou gTLD achiziționat prin licitație privată. Solicitanții care nu au reușit să concureze pentru gTLD au fost  Donuts și Merchant Law Group LLP.

## Succes
Potrivit The Domains, „Cei care utilizează acum o adresă web care se termină în .club includ mărci, vedete, figuri sportive, antreprenori și startup-uri inovatoare, asociații și cluburi din întreaga lume ... zeci de mii de cluburi, companii și persoane fizice sunt active folosind o adresă .club pentru prezența lor pe web, de la cluburile Rotary, la cluburile școlare, la bloggerii pasionați." Printre persoanele cunoscute care folosesc extensia se numără rapperul 50 Cent, jucătorul de baschet profesionist Tyler Johnson (baschet) | Tyler Johnson, si starul Indian de cricket Virat Kohli.

## Vezi si
- domeniu de nivel superior

## Link uri externe
- Site web oficial
- .Club Signs Registry Agreement with ICANN by Michae Berkens (November 11, 2013), The Domains
- Canadian-backed .club domains getting snapped up by 50 Cent, Demi Lovato (August 13, 2014), CTV News
- Fort Lauderdale-based domain .club is one of top-selling web newcomers (August 19, 2014), South Florida Business Journal
- From Glee.club to Fight.club: Why one word may be worth millions on the Internet by Rick Spence (November 17, 2014), Financial Post
- How Colin Campbell (Dot Club) Raised $7million in 30 Days by Raymond Hackney (March 9, 2015), The Domains